# Revolverheld (band)
Revolverheld is een Duitse rockband uit Hamburg. Zij hebben met hun Duitstalig repertoire vooral succes in Duitsland, Oostenrijk en in mindere mate Zwitserland.

## Geschiedenis
Bij de stichting in de winter van 2002, heette de band Manga. In 2004 werd dan weer de naam Tsunamikiller gebruikt, tot de bandleden besloten de huidige naam te gebruiken na de zeebeving in de Indische Oceaan in datzelfde jaar. Zij begonnen hun carrière als voorprogramma van onder andere Silbermond en Udo Lindenberg. In 2004 tekenden zij hun contract bij Sony BMG en in 2005 kwam hun eerste single uit. Een jaar later deed Revolverheld mee met het Bundesvision Song Contest 2006, een Duitse versie van het Eurovisiesongfestival. Daar werden zij voor de deelstaat Bremen tweede met het nummer Freunde bleiben.
In 2012 werd bekend dat bassist Florian Speer de band verliet en dat Chris Rodriguez hem verving. Twee jaar nam de band nog eens mee aan het Bundesvision Song Contest en won deze ook met het nummer Lass uns gehen.

## Discografie

### Albums
- 2005 : Revolverheld
- 2007 : Chaostheorie
- 2010 : In Farbe
- 2013 : Immer im Bewegung

### Singles
- 2005: Generation Rock
- 2005: Die Welt steht still
- 2006: Freunde bleiben
- 2006: Mit dir chilln
- 2007: Ich werd' die Welt verändern
- 2007: Du explodierst
- 2007: Unzertrennlich
- 2008: Helden 2008
- 2010: Spinner
- 2010: Keine Liebeslieder
- 2010: Halt dich an mir fest (met Marta Jandová)
- 2013: Das kann uns keiner nehmen
- 2014: Ich lass für dich das Licht an
- 2014: Las uns gehen
- 2015: Deine Nähe tut mir weh
- 2015: Darf ich bitten (met Das Bo)
- 2018: Immer noch fühlen
- 2024: Alors on danse